# Юнусова, Патыш
Патыш Юнусова (1898 год, аул Кызыл-Сай, Аулиеатинский уезд, Сырдарьинская область, Российская империя — дата и место смерти неизвестны) — колхозница, Герой Социалистического Труда (1948).

## Биография
Родилась в 1898 году в ауле Кызыл-Сай (ныне — Бакай-Атинский район).
В 1933 году вступила в колхоз «Октябрь» Джамбулской области. Первоначально работала рядовой колхозницей. В 1946 году была назначена звеньевой полеводческого звена, потом была назначена звеньевой свекловодческого звена.
В 1946 году свекловодческое звено под руководством Патыш Юнусовой собрало по 683 центнеров сахарной свеклы с каждого гектара. В 1946 году было собрано по 770 центнеров сахарной свеклы вместо запланированных 210 центнеров. В 1947 году звено Патыш Юнусовой собрало с участка площадью 4,5 гектаров по 734 центнера сахарной свеклы и с участка площадью 2 гектара было собрано по 800 центнеров сахарной свеклы. За этот доблестный труд она была удостоена в 1948 звания Героя Социалистического Труда.
С 1960 года — на пенсии.

## Награды
- Герой Социалистического Труда (1948)
- Два ордена Ленина (1948, 1949)